# Kerčki poluotok
Kerčki poluotok je veliki i istaknuti poluotok u Ukrajini na istočnom kraju Krimskog poluotoka, između Azovskog i Crnog mora. Kao i ostatak Krima, od 2014. je pod ruskom okupacijom. Administrativno, veći dio poluotoka nalazi se u Lenjinskom rejonu.

## Imena
U klasičnoj antici, područje je bilo poznato kao "Hravi poluotok" (grčki: Χερσόνησος Τραχεία, latinski: Chersonesus Trachea).
U drugim jezicima njegov se izgovor ne razlikuje mnogo: ukrajinski: Керченський півострів; krimskotatarski: Keriç yarımadası; ruski: Керченский полуостров.

## Geografija
Kerčki poluotok gotovo je potpuno okružen Azovskim i Crnim morem i samo je na zapadu povezan s ostatkom Krima prevlakom Ak-Monay koja je široka samo svega 17 km (od južnog kraja Arabatske prevlake do grada Primorsk (Khafuz), Feodosija). S povišenih dijelovima prevlake, nazvane po selu Kaminske (bivši Aq-Monai), vide se oba okolna mora.
Najširi dio Kerčkog poluotoka je između rta Kazan-Tip (sjever) i rta Chauda (jug), međusobno udaljeni 52 km. Duljina Kerčkog poluotoka je preko 90 km, od zapadnog dijela prevlake Ak-Monaydo rta Fonar. Ukupna površina poluotoka je 2,830 km2, što je nešto više od 10% ukupne površine Krimskog poluotoka.
Južnu obalu Kerčkog poluotoka zapljuskuju Crno more i Feodosijski zaljev, na istoku je Kerčki tjesnac, iza kojeg se nalazi ruski Tamanski poluotok. Sjeverne su obale dio obale Azovskog mora, Kazantipskog zaljeva, i Arabatskog zaljeva. Sjeverozapadno od poluotoka proteže se Arabatska prevlaka (lokalno Arabatska strelica) koja odvaja Sivaš (Trulo more) od Azovskog mora. Druge istaknute značajke poluotoka su planina Mitridat koja se nalazi na istoku na obali Kerčkog tjesnaca i planina Ararat (175 m) koja se nalazi zapadno od grada Kerča, a oba su dio sjeveroistočne uzdignute regije. Na jugoistočnom dijelu poluotoka nalaze se planine Sosman i Kharuču-Oba. Najviša planina na poluotoku je Pikhbopai koja je dio vrha Mitridata i visoka 189 metara. Kerčki poluotok, kao i okolna područja kao što su Azerbajdžan, Iran, Rusija i regija Kaspijskog mora (koja obuhvaća Kavkaz i središnju Aziju) dom su mnogih blatnih vulkana. Ovi blatni vulkani važni su za naftnu industriju u regiji.

### Rtovi
Crno more
- Chauda
- Opuk
- Takhil

Azovsko more
- Malyi
- Fonar
- Khroni
- Zyuk
- Chahany
- Kazan-Tip
- Kiten
- Krasny Kut

### Jezera, rijeke, zaljevi
Osim gore spomenutih zaljeva, tu su i zaljev Mysova i zaljev Tatarska, koji se nalaze oko rta Kazan-Tip, koji je mali poluotok.
- Uzunlarsko jezero
- Kačik
- Slano Kojaško jezero

- Tobečiksko jezero
- Jezero Aqtas

### Priroda čuva
Na području poluotoka nalazi se nekoliko prirodnih rezervata:
- Rezervat prirode Opuksky, jedino mjesto u Ukrajini gdje se gnijezde ružičasti čvorci[4] (Pastor roseus)
- Prirodni rezervat Kazan-Tip
- Poplavne ravnice Ostanine, državni zakaznik u blizini naselja Ostanine

## Povijesna mjesta
- Turski zid, obrambeni zid koji se proteže preko poluotoka od zaljeva Kazan-Tip do slanog Kojaškog jezera

## Vanjske poveznice
- (rus.) Kerch Peninsula at the Velika sovjetska enciklopedija
- (rus.) More detailed description of the peninsula by Arkadi Tebelev
- (rus.) РЕКИ И БАЛКИ КЕРЧЕНСКОГО ПОЛУОСТРОВА
- Several maps of the region